# Jaciara
Jaciara est une municipalité brésilienne située dans l'État du Mato Grosso.